# قطب القمر الجنوبي

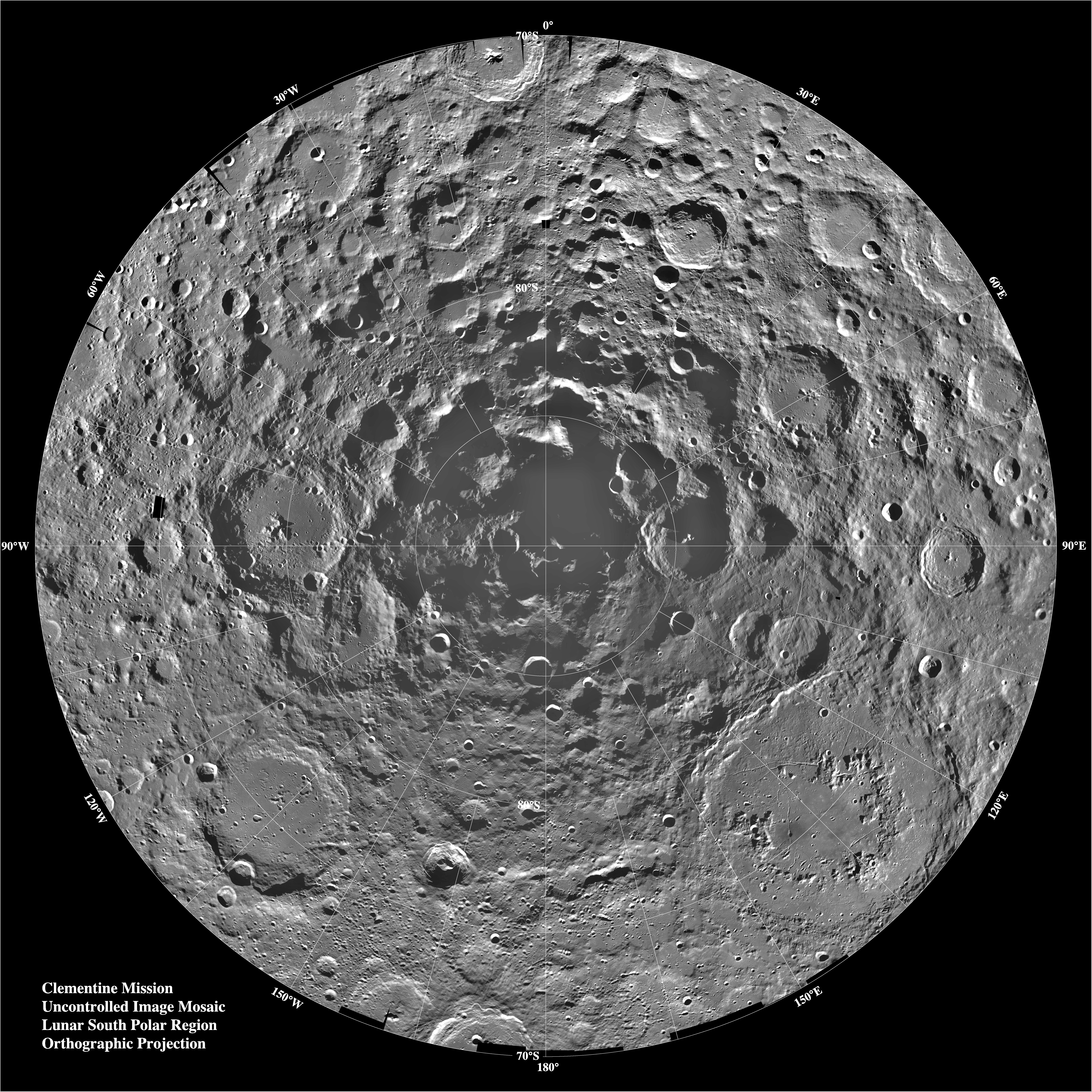
المنطقة القطبية الجنوبية القمرية (> 70 درجة جنوبًا): فسيفساء مكونة من 1500 صورة تقريبًا التقطتها المركبة الفضائية كليمنتين.

قطب القمر الجنوبي هو أقصى نقطة جنوبية على سطح القمر، عند خط عرض 90 درجة جنوبًا، وهو ذو أهمية خاصة للعلماء بسبب وجود الجليد المائي في المناطق المظللة بشكل دائم حوله. وتتميز منطقة القطب الجنوبي بفوهات فريدة من نوعها حيث أن ضوء الشمس شبه الثابت ولا يصل إلى داخلها. ومثل هذه الفوهات عبارة عن مصائد باردة تحتوي على سجل أحفوري للهيدروجين والجليد المائي والمواد المتطايرة الأخرى التي يعود تاريخها إلى النظام الشمسي المبكر. بينما تُظهر منطقة قطب القمر الشمالي كمية أقل من تلك الفوهات.

### الموارد
التركيب الكيميائي لسطح القمر
| المركب                 | الصيغة  | البنية     | البنية    |
| المركب                 | الصيغة  | بحار القمر | المرتفعات |
| ---------------------- | ------- | ---------- | --------- |
| ثنائي أكسيد السيليكون  | SiO2    | 45.4%      | 45.5%     |
| أكسيد الألومنيوم       | Al2O3   | 14.9%      | 24.0%     |
| أكسيد الكالسيوم        | CaO     | 11.8%      | 15.9%     |
| أكسيد الحديد الثنائي   | FeO     | 14.1%      | 5.9%      |
| أكسيد المغنيسيوم       | MgO     | 9.2%       | 7.5%      |
| ثنائي أكسيد التيتانيوم | TiO2    | 3.9%       | 0.6%      |
| أكسيد الصوديوم         | Na2O    | 0.6%       | 0.6%      |
| المجموع                | المجموع | 99.9%      | 100.0%    |